# تاكومي هاسيكوا
تاكومي هاسيكوا (باليابانية: 長谷川 巧) (6 أكتوبر 1998 في نييغاتا في اليابان – )؛ هو لاعب كرة قدم كان يلعب كمدافع.

## وصلات خارجية
- تاكومي هاسيكوا على موقع رابطة كرة القدم اليابانية للمحترفين (اليابانية)
- تاكومي هاسيكوا على موقع قاعدة بيانات كرة القدم.إي يو (الإنجليزية)
- تاكومي هاسيكوا على موقع Soccerway.com (الإنجليزية)
- تاكومي هاسيكوا على موقع عالم كرة القدم.نت (الإنجليزية)